# 羅斯—拜占庭戰爭 (907年)
907年的罗斯－拜占庭战争在《往年纪事》中关于奥列格的相关叙述里有所提及。该编年史将其视为基辅罗斯反对拜占庭帝国的最成功的军事行动。与之矛盾的是，希腊方面的文献对此未曾提及。

## 《往年纪事》
编年史对907年的突袭进行了相当详细的描述。有关这场战役的回忆是似乎在几代人之间口口相传。故而如此丰富多彩的事实可能属于民间传说，而非历史。
据编年史记载，起先，拜占庭使者企图在奥列格足以逼近君士坦丁堡之前将其毒杀。这位以权势著称的的罗斯首领则拒绝饮下杯中的毒酒。当他的海军到达君士坦丁堡的视野之内时，城门业已关闭，博斯普鲁斯海峡的入口处也用铁链封闭。
此时，奥列格诉诸诡计：他带领约2000艘有轮独木舟（monoxyla）登陆。在船只变作车辆之后，他率部抵达君士坦丁堡的城墙并将盾牌立于帝国首都城门前。
对君士坦丁堡的威胁最终通过907年“罗斯 - 拜占庭条约”的缔结而得以缓解。根据条约，拜占庭人需为每艘罗斯船支付十二格里夫纳（grivna）。

## 解释
奥列格的战役并非杜撰，这一点从和平条约的正式文本中可以清楚看出。目前学者倾向于认为，希腊方面文献之所以缺乏对奥列格战役的记载，是因为《往年纪事》的年表不准确。有观点指出突袭实际发生于904年，当时拜占庭人正与的黎波里的利奥交战。 鲍里斯·雷巴科夫和列弗·古米列夫提出了一个更为合理的猜想：关于战役的描述实际上引用自860年的罗斯-拜占庭战争，这场战役在斯拉夫文献中被错误地描述为基辅的失败。
尽管双方反复发生军事冲突，但罗斯和拜占庭之间的关系依旧以和平为主旋律。罗斯基督教化的首例见于860年代关于牧首佛提乌的报告。在他的一封信函中，牧首尼古拉斯·米斯蒂库斯威胁要发动罗斯对保加利亚的入侵。历史学家从他的描述推断，拜占庭人此时已能够操纵奥列格时期的罗斯为其自身的政治目的服务。
此外，大批罗斯雇佣兵在帝国服役，并参与了跨越整个十世纪的拜占庭海上远征。一支700名鲁斯雇佣兵分队参加了902年的克里特远征。另一支由415名瓦朗吉人组成的部队参与了936年对意大利的远征。十三年后，629人的罗斯军队驾驶九艘舰船，与希腊人一同远征克里特埃米尔国。